# 1718
Het jaar 1718 is het 18e jaar in de 18e eeuw volgens de christelijke jaartelling.

## Gebeurtenissen
februari
- 14 - Willem Hendrik I van Nassau-Usingen wordt opgevolgd door zijn zoons Karel en Willem Hendrik II. Deze staan eerst onder regentschap van hun moeder Charlotte Amalia van Nassau-Dillenburg.

april
- 23 - De Pauselijke Theologische Academie wordt gesticht door Paus Clemens XI. ze bestaat uit bisschoppen en theologen, en moet de verbinding gaan leggen tussen kerk en wetenschap.
- 28 - Grote stadsbrand in Parijs, vanaf de Seineoever bij de Petit Pont, de vorige dag begonnen op een hooischuit.

mei
- 1 - De Franciscanen stichten de Missie van San Antonio de Valero, de belangrijkste van de Missies van San Antonio.
- 7 - In Edinburgh ontploft het kruit dat door het stadsbestuur in de toren van de Greyfriars Kirk is opgeslagen, op veilige afstand van het stadscentrum. Hierdoor wordt het westelijk uiteinde van de kerk een ruïne.

juli
- 6  In een pasquille wordt de bevolking van Tielt uitgenodigd "om 's anderendaags

de bloetsuypers van Aerlebeke te beletten de tienden te verpachten en die borsesnyders ende opeters van ons arm ghemeente te onthalen zoals zij dat verdienden,
nl. met steenen, stront, stocken, more, etc." Dit is het begin van allerhande opstanden, schermutselingen en afrekeningen van de Vrije Compagnie van Tielt.
- 17 - De Staten van Holland vaardigen een plakkaat uit, waarin aan alle gerechten machtiging wordt gegeven om "alle soorten van gauwdieven en moordenaars, die reeds straf voor hun misdaden hebben ondergaan, en als recidief daarvoor veroordeeld worden, dadelijk te executeren, zonder hun beroep voor een hogere rechter toe te staan". Dit is de reactie van de wetgever op het hoger beroep van de Amsterdamse veelpleger Jacob Frederik Muller, die kort na de uitgave van het plakkaat wordt geradbraakt.
- 21 - Vrede van Passarowitz: het Ottomaanse Rijk staat Belgrado en omgeving, het Banaat en Oltenië (Klein-Walachije) af aan Oostenrijk. Het verwerft de laatste Venetiaanse bezittingen, waaronder Egina.

augustus
- 25 - In Louisiana arriveert een Franse vloot met aan boord honderden immigranten. Zij stichten de stad New Orleans.

oktober
- 4 - Duizenden boeren en burgers vallen het Huis te Aduard van jonker Evert Joost Lewe aan uit woede over de verplichte dijkverhoging. Soldaten weten de opstandelingen uiteen te jagen met enkele doden tot gevolg. De leiders van de opstand worden terechtgesteld.

november
- 22 - De Engelse piraat Zwartbaard wordt in de wateren van South-Carolina gedood door een geheime missie van de kolonie Virginia.

zonder datum
- Aanleg van de Bonnendijk, en het ontstaan van polder de Lange Bonnen in Hoek van Holland.

## Beeldende kunst

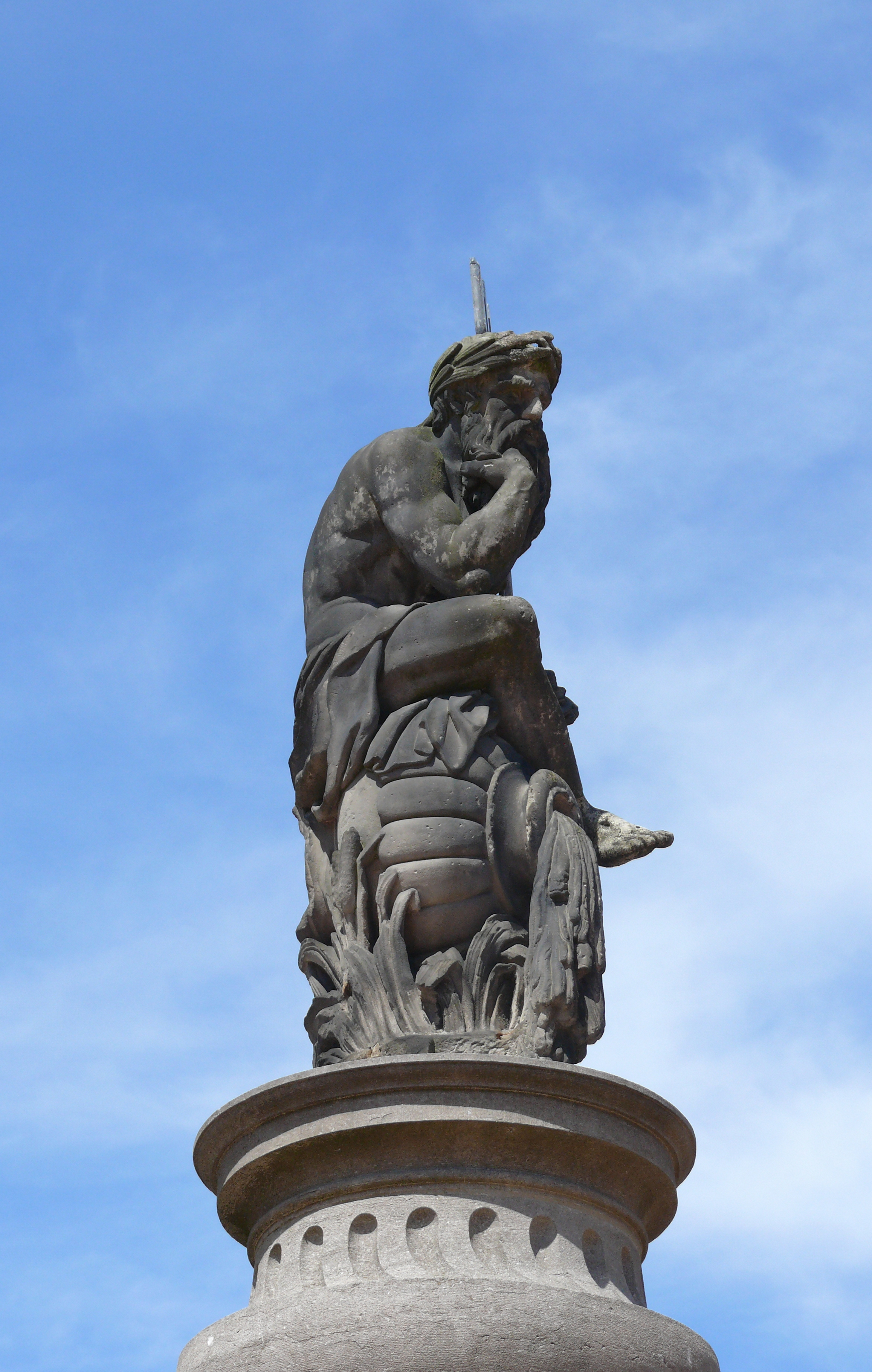
Neptunus, Frans Langhemans, Mechelen (1718)

## Bouwkunst

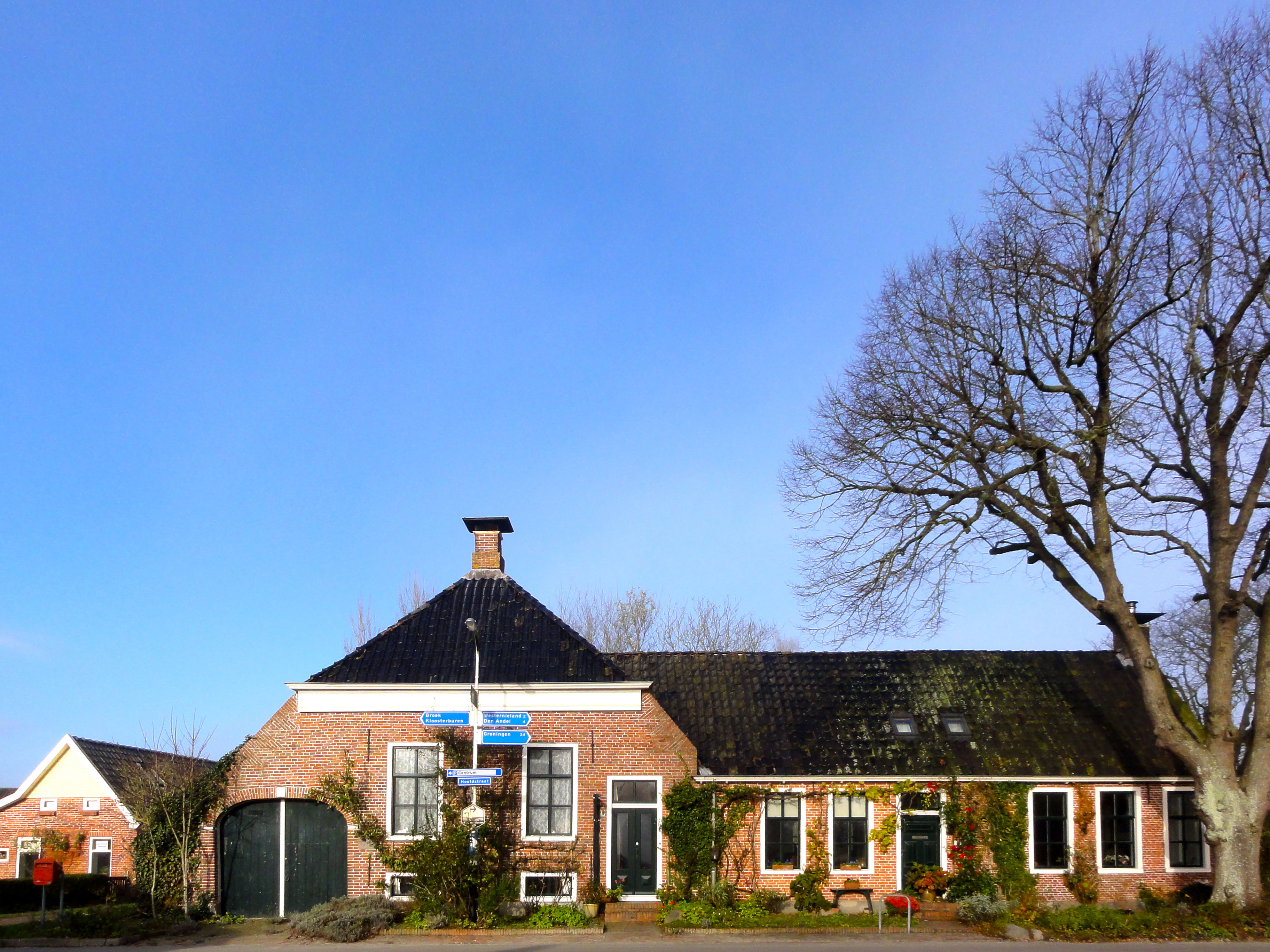
Boerderij, Pieterburen (1718)

## Geboren
maart
- 6 - Willem Hendrik van Nassau-Saarbrücken, vorst van Nassau-Saarbrücken (overleden 1768)

juni
- 5 - (doopdatum) Thomas Chippendale, Engels meubelmaker (overleden 1779)

juli
- 31 - John Canton, Brits natuurkundige (overleden 1772)

## Overleden
februari
- 14 - Willem Hendrik I van Nassau-Usingen (33), vorst van Nassau-Usingen
- 27 - Václav Karel Holan Rovenský (~74), Boheems componist, kantoor, kapelmeester en organist

mei
- 7 - Maria d'Este (60), gemalin van koning Jacobus II van Engeland

juli
- 7 - Aleksej Petrovitsj Romanov (28), Russisch tsarevitsj, zoon van tsaar Peter I, de Grote

oktober
- 24 - Thomas Parnell (39), Iers dichter

november
- 22 - Zwartbaard (38), Engels piraat
- 30 - Karel XII (36), koning van Zweden

december
- 6 - Nicholas Rowe (44), Engels dichter en toneelschrijver
- 17 - John Auger (?), Engels zeerover, samen met twee andere piraten opgehangen